# La Antena (periódico)
La Antena es un diario regional de Venezuela que se edita en San Juan de los Morros, Estado Guárico. Circula en los Estados Guárico, Apure y Aragua. Su director es Reinaldo Piermattei.

## Inicios
Fue fundado el 27 de febrero de 1992 por Pablo Piermattei bajo la casa editorial Diario La Antena C. A., en enero de 2000 la empresa cierra sus puertas y luego inicia operaciones en febrero de 2001 con la casa editora Editorial Bien Veraz C.A.. El 23 de abril de 2006 la editorial decide crear Visión Apureña un nuevo diario para el Estado Apure. Desde ese mismo año el diario La Antena aumentó el número de páginas de 24 a 32.

## Publicaciones
Antes el diario publicaba su ediciones todos los días, pues, desde 2018 La Antena tomo una modalidad de publicar sus ejemplares en dos días de la semana: primero fue con Lunes y Jueves, y después con Martes y Viernes que son los días actualmente cuando se publica el periódico.

## Secciones
El Diario La Antena esta distribuida con sus secciones de la siguiente manera:
Primeramente esta la portada, donde están los titulares de las noticias. Después están las informaciones regionales y de las distintas poblaciones del estado Guárico. Luego están las informaciones generales y/o nacionales, y seguidamente se continua con las regionales y después con una sección de una sola página llamada NotiClap, que da informaciones sobre el transcurso y trabajo de los Comité Local de Abastecimiento y Producción (CLAP) con la alimentación en Guárico, cuyo directorio está dirigido por la Gobernación guariqueña y la Secretaria de alimentación, es propiedad de Alimentos del Guárico S.A (Alguarisa) y sus comunicadores llamados "Comunicadores CLAP" que son Willians Laya y Daniel Banezca. La Antena también tiene su sección de deportes que mayormente no se publican noticias deportivas, sino, pronósticos de juegos de apuesta como son La Lotería, la Lotería de Animalitos, entre esos Lotto Activo, La Granjita, etc ; y los juegos de béisbol de la MLB. Igualmente están las secciones en donde se publica publicidad. Por último esta la sección de sucesos la cual la última página del diario se considera como una "portada final" que es donde se publican los titulares de hechos de suceso la cual no se publican todos los hechos por no tener tanto espacio pero igualmente están presentes adentros de La Antena.

## Polémicas

### Caso con la AlcladesaTania Sierra
El 8 de agosto de 2019 la alcaldesa del Municipio José Tadeo Monagas Tania Sierra en su programa radial de los jueves "De Corazón Con Monagas" amenazó al reportero del Diario La Antena en dicho municipio, Jamel Louka, más conocido como "Jimmy" el de La Antena; por hacer reportes de la deficiencia y el mal estado de Altagracia de Orituco, sobre todo en sus calles, y luego publicarlos en dicho periódico a luz pública. Las declaraciones se hicieron saber un día después por la página web de noticias locales "Noticias Del Orituco", que muy pronto despertaría el escándalo social en todo el pueblo y en los medios comunicación, pero sobre todo en el Sindicato Nacional de Trabajadores de la Prensa (SNTP) que después denunciaría a la alcaldesa Sierra por amenazar a Louka de hacer verdaderamente su trabajo periodístico. El SNTP a través de su cuenta de Twitter manifestó lo siguiente: 

1. AlertaSNTP

El reportero de Altagracia de Orituco, en #Guárico, Jamel Louka fue amenazado por la alcaldesa del municipio Monaga, Tania Sierra, durante un programa radial transmitido el #8Ago
a través de Guaraña 97.5FM.

La funcionaria dijo "tenerle el ojo puesto".

La máxima autoridad municipal de forma muy "original" respondió de la siguiente manera:

Hoy es #Martes13 y el @SNTPVenezuela lo sabe. Si creen que me van a echar a perder el día están muy equivocados señores de la mentira y el caos, aquí en el municipio Monagas del estado Guárico estamos es trabajando papá. ¡Vayan con su mal agüero pa' otro lado!#13AGO

Cabe mencionar que el medio de comunicación de donde se conoció la noticia, Noticias Del Orituco, reseño lo siguiente:

Alcaldesa Tania Sierra aseguró que tienen el ojo puesto a James (corregido a Jamel) "Jimmy" Louka, corresponsal del Diario La Antena en el Municipio José Tadeo Monagas por hacer reportes y publicarlos en distintas ediciones de La Antena en donde se dice que en Altagracia de Orituco la calles están destruidas con muchos huecos, botes de aguas servidas, la problemática de la gasolina, y otras situaciones de mal gusto.

Sierra dijo esto en su programa radial en Guaraña 97.5FM "De Corazón Con Monagas" el día de ayer jueves 8 de agosto.